# Ziemski Kopczyk
Ziemski Kopczyk (niem. Grundhübel, 672 m n.p.m.) – szczyt w Południowym Grzbiecie Gór Kaczawskich, między Barańcem a Leszczyńcem. Zbudowany z zieleńców, diabazów i łupków zieleńcowych należących do metamorfiku kaczawskiego. W większości porośnięty lasem świerkowym, miejscami bukowym. Przechodzi przez niego szlak turystyczny z przełęczy Widok na przełęcz Radomierską.